# Rodolfo Padilla Sunseri
Rodolfo Augusto Padilla Sunseri (Boston, Massachusetts, Estados Unidos, 11 de febrero de 1960) fue un alcalde de San Pedro Sula, Honduras. Asumió el cargo el 25 de enero de 2006 tras ganar las elecciones de noviembre de 2005, con el Partido Liberal. El período administrativo, por ley, tenía que concluirlo el 25 de enero de 2010. Sin embargo, estuvo a cargo del gobierno local hasta el 28 de junio de 2009 a causa del golpe de Estado perpetrado ese día contra el presidente Manuel Zelaya Rosales. Padilla tuvo que salir al exilio.

## Biografía
Rodolfo Augusto Padilla Sunseri nació en Boston, Massachusetts, Estados Unidos, el 11 de febrero de 1960.  Su nacimiento en territorio estadounidense se debió a un asunto circunstancial, pues su padre estudiaba ingeniería civil en el Instituto Tecnológico de Massachusetts (MIT) y el día que se graduó, su cónyuge, que lo acompañaba en Massachusetts, dio a luz. Inmediatamente después del nacimiento, el matrimonio Padilla Sunseri inscribió como hondureño a Rodolfo Padilla en el consulado de Honduras en Nueva York.

### Infancia y juventud
Luego de pasar sus primeros cuatro meses de vida en los Estados Unidos, Padilla Sunseri llegó a Honduras. Toda su niñez la vivió en el corazón de San Pedro Sula, en una casa ubicada frente a la Municipalidad de San Pedro Sula, que compartió con sus tres hermanos, Elena Doris, Jeannine y Francisco. Cursó la educación primaria en la Escuela Internacional Sampedrana y realizó los estudios secundarios (la preparatoria) en la  Tabor Academy de Marion (Massachusetts), Estados Unidos. Entre 180 alumnos de esa institución, se destacó al lograr ser el segundo mejor del grupo. En esa escuela se convirtió en un amante de la lectura. Al concluir sus estudios regresó a su país para estudiar en la Universidad Nacional Autónoma de Honduras (UNAH), donde obtuvo el una licenciatura en Ciencias Jurídicas y Sociales.

### Carrera política

#### Inicios
Mientras administraba una hacienda con una producción de leche y crema y una empresa de bienes raíces, Padilla recibió una invitación de parte del político local Mario López para que incursionara como líder de La Juventud del Partido Liberal en San Pedro Sula. Aceptó la invitación, pero, en un inicio, se limitó a cooperar y apoyar las actividades del partido sin ocupar cargos directivos. 
A la edad de 30 años, cuando descollaba su liderazgo, comenzó a organizar una estructura de trabajo nutrida integrada por jóvenes. Participó activamente en la campaña proselitista de 1993 para que el extinto Carlos Roberto Reina se convirtiera en presidente de Honduras (1994-1998) y Luis García lograra el cargo de alcalde de esta ciudad norteña. Al asumir el cargo, Luis García lo nombró superintendente de acción comunal. 
Posteriormente, en la siguiente administración liberal, dirigida por el presidente Carlos Flores Facussé (1998-2002), ocupó la primera regiduría en la Municipalidad de San Pedro Sula, dirigida por el alcalde Roberto Larios Silva. A pesar de que los dos eran miembros reconocidos del Partido Liberal, la relación edilicia entre Rodolfo Padilla y Roberto Larios siempre estuvo marcada por la tensión, dada la diferencia de criterios en asuntos relacionados con la administración de bienes públicos. Roberto Larios era partidario de la privatización de las empresas municipales, mientras Rodolfo Padilla se oponía a esa medida. Cuando Roberto Larios decidió concesionar la División Municipal de Aguas (DIMA), encargada de suministrar el agua potable a los habitantes, Rodolfo Padilla se convirtió en el único regidor en votar en contra de esa medida por las consecuencias negativas que desataría. Posteriormente, la empresa se llamó Aguas de San Pedro, siendo administrada por un consorcio italiano, y enfrentando cotidianamente fuertes críticas de parte de diferentes sectores sociales.
En las elecciones del 25 de noviembre de 2001, Rodolfo Padilla participó por primera vez como candidato a alcalde por el Partido Liberal, liderado por Rafael Pineda Ponce, pero perdió la contienda por una diferencia de 2,000 votos frente al candidato del Partido Nacional, Oscar Kilgore, quien dirigió la ciudad entre 2002-2006 con Rodolfo Padilla siendo regidor municipal por segunda vez. En la primera sesión de la Corporación Municipal se opuso a las exoneraciones de los impuestos de las cadenas de comidas rápidas. “Si se le van a dar esos privilegios a ellos, que se los den a todas las personas que venden comida, en una sociedad no pueden tener unos privilegios en perjuicio de otros”, dijo a medios de comunicación que lo entrevistaron en esa ocasión. De igual manera, Rodolfo Padilla se opuso a la privatización de la recolección de los desechos sólidos de la ciudad.

#### Alcalde de San Pedro Sula
Rodolfo Padilla, por segunda vez, se postuló como candidato a alcalde de la ciudad por medio del Partido Liberal, bajo el liderazgo de Manuel Zelaya Rosales, quien se perfiló para lograr la presidencia del país. Esa institución política ganó las elecciones de 2005 y volvió al poder en 2006. 
En enero de 2006, al tomar las riendas administrativas, Rodolfo Padilla encontró a la Municipalidad con la deuda más alta registrada en su historia. Tenía un saldo negativo de 950 millones de lempiras, tuvo que hacer labores de cabildeo y logró un refinanciamiento más una línea de crédito de 330 millones. De esta manera, alcanzó negociar una deuda por el monto de 1,280 millones de lempiras con un plan de pago con un vencimiento programado para el año 2013. Al 28 de junio de 2009, fecha que dejó el cargo por el golpe de Estado, había pagado 670 millones de lempiras de la deuda. 
Durante su mandato mantuvo firmemente su oposición a la privatización del servicio de recolección de desechos sólidos, pero eso le trajo consecuencias personales negativas con el Ministerio Público y con el expresidente de facto Roberto Micheletti (29 de junio de 2009-27 de enero de 2010). “Tuve serios problemas con Micheletti porque él tenía un interés particular en privatizar los desechos sólidos”, dijo en su momento Rodolfo Padilla a los periodistas que lo entrevistaron.

#### Algunas de sus obras públicas
Antes de que Rodolfo Padilla tomara la dirección de la alcaldía, el centro de San Pedro Sula era escenario de embotellamientos vehiculares debido a la existencia de miles de tenderetes a lo largo de las calles y avenidas principales y la presencia de 130 terminales de autobuses. Rodolfo Padilla, al salir de la municipalidad, dejó una ciudad ordenada. Después de incesantes negociaciones, los comerciantes informales abandonaron las vías céntricas y se trasladaron a otras zonas, los propietarios de las terminales de buses trasladaron las operaciones a la Gran Central Metropolitana.
La administración de Rodolfo Padilla se destacó por ordenar las entradas de la ciudad y por pavimentar las calles de sectores postergados, entre ellos, Chamelecón, Cofradía, Satélite, Barrio La Guardia, Río Blanco, Bulevar de Jardines del Valle, Monte Fresco y otros barrios populosos. 
En el sector de la educación, logró, entre otros proyectos, la construcción de la Escuela Presentación Centeno y asignó elementos de la Policía Municipal en las escuelas sampedranas para brindar seguridad a los niños. Apoyó la alfabetización de adultos con ayuda de maestros cubanos a través del programa “Yo si puedo”. De manera poco ética pero permitido por la ley, en su gestión como alcalde ubicó a su madre como regidora, y aprovechó ese voto para privatizar la recolección de basura (con la empresa "Sulambiente" constituida entre otros socios por el hijo del exdiputado por Comayagua, Valentín 'Caja Fuerte' Suárez Osejo) y ese mal negocio le costó a la ciudad arriba de L120 millones; el contrato fue suspendido, la empresa demandó y el exalcalde escapó de la justicia.

#### Reelección para alcalde
Rodolfo Padilla buscó la reelección para el período 2010-2014 dentro del Partido Liberal. Elvin Santos era el candidato a la presidencia por esa organización política, derrocando contundentemente a su contricante en las elecciones primarias, Roberto Micheletti. No obstante, el golpe de Estado acabó con sus aspiraciones. Debido al derrocamiento del presidente Zelaya, Rodolfo Padilla, al igual que el presidente Zelaya, tuvo que salir del país y renunciar a la reelección. Para cubrir la plaza que había dejado, los liberales inscribieron a Juan Carlos Zúñiga como candidato alcalde y ganó las elecciones de noviembre de 2009, realizadas bajo un régimen de facto. Actualmente, Rodolfo Padilla está a la espera que la Corte Internacional de los Derechos Humanos resuelva las demandas que el presentó por las violaciones a sus garantías constitucionales y derechos fundamentales.

#### Miembro de LIBRE
Rodolfo Padilla renunció al Partido Liberal por ser el coautor directo, junto con las Fuerzas Armadas, del golpe de Estado contra el gobierno de Zelaya Rosales, y se sumó al partido LIBRE que encabeza la candidata a la presidencia Xiomara Castro de Zelaya. En las elecciones primarias, celebradas en noviembre de 2012, Rodolfo Padilla resultó ser el segundo candidato a diputado del departamento de Cortés más votado dentro del partido LIBRE, que plantea la refundación del país. “Me postule porque creo firmemente que para refundar Honduras y lograr la transformación de la sociedad es impostergable convocar al poder originario del pueblo expresado en la Asamblea Nacional Constituyente” afirmó el candidato a diputado en una entrevista. Rodolfo Padilla, como miembro del partido LIBRE, tiene como objetivo reconstruir el Estado de Honduras bajo los principios del socialismo democrático,  cuyo principio ideológico se basa en el espíritu de solidaridad entre seres humanos.

## Familia
Sus padres son Doris Sunseri y Rodolfo Padilla, ambos hondureños de nacimiento, al igual que descendientes. Desde 1995 está casado con Laura Elena Noriega de Padilla, licenciada en Gerencia de Negocios, de la Universidad Tecnológica de Honduras (UTH), con la cual ha procreado dos hijas, Doris Elena y Laura Elena Padilla Noriega. Su hijo mayor es Adrián Rodolfo Padilla Álvarez.